# Lake Condah
Lake Condah är en sjö i Australien. Den ligger i delstaten Victoria, omkring 280 kilometer väster om delstatshuvudstaden Melbourne. Lake Condah ligger 52 meter över havet.
I omgivningarna runt Lake Condah växer i huvudsak städsegrön lövskog. Trakten runt Lake Condah är nära nog obefolkad, med mindre än två invånare per kvadratkilometer. Genomsnittlig årsnederbörd är 1 016 millimeter. Den regnigaste månaden är juni, med i genomsnitt 164 mm nederbörd, och den torraste är februari, med 28 mm nederbörd.